# Банка Леуми
Банка Леуми (хебр. בנק לאומי, дословно Национална банка; арапски: بنك لئومي)) је израелска банка. Основана је 27. фебруара 1902. године у Јафи као Англо-Палестинска компанија, подружница Јеврејског колонијалног фонда (Jüdische Kolonialbank) Limited‍:p.19 коју су раније у Лондону основали чланови ционистичког покрета ради промоције индустрије, грађевинарства, пољопривреде и инфраструктуре земље за коју се надало да ће на крају постати Израел. Данас је Банка Леуми највећа израелска банка (по укупној активи од 2015. године), са прекоморским канцеларијама у Луксембургу,  САД, Швајцарској, Великој Британији, Мексику, Уругвају, Румунији, Џерзију и Кини.
Иако је национализована 1981. године, сада је Банка Леуми углавном у приватном власништву, а влада је највећи појединачни акционар, са 14,8% акција, закључно са јуном 2006. године. Остали главни акционари су Шломо Елијаху и Барнеа Инвестментс, који сваки држе по 10% акција, чинећи контролно језгро банке. Шездесет процената акција банке држи јавност и тргује се на берзи у Тел Авиву.

## Историја
Претходници Јеврејског колонијалног фонда могу се пратити до Херцловог визионарског трактата „Der Judenstaat“ (дословно „Јеврејска држава“), у којем је детаљно описана његова визија о томе како ће се створити јеврејска држава. Главна улога у овој визији додељена је огромном телу које ће се назвати „Јеврејска компанија“, које би било „основано као акционарско друштво под енглеском јурисдикцијом, уређено у складу са енглеским законима и под заштитом Енглеске“. У Херцловој визији, ова компанија би контролисала практично целу земљу у Палестини и бринула би се о транспорту милиона људи тамо у року од неколико година – свих, или скоро свих, Јевреја који живе у свету. Затим би се бринула о целокупној логистици њиховог насељавања у њиховој новој земљи, њиховом смештају у урбаним и руралним срединама и покретању пољопривреде, трговине и индустрије. За херкуловске задатке предвиђене за њу, Херцл је проценио да би капитал компаније требало да буде око хиљаду милиона марака (око 50.000.000 фунти или 200.000.000 долара).
У пракси, ционистички покрет је био потпуно неспособан, ни политички ни финансијски, да предузме било шта ни приближно таквих размера. Прави „Јеврејски колонијални фонд“, основан, заправо, у Лондону, био је у ствари мали модел компаније замишљене у „Der Judenstaat“: његов капитал је био мали део суме предвиђене за „Јеврејску компанију“, а његова активност је била ограничена на транспорт и насељавање малог броја Јевреја на било којим ограниченим парцелама земље у Палестини које је ционистички покрет успео да купи. Упркос томе, „Колонијални фонд“ је имао кључну улогу у стварној имплементацији ционистичког пројекта, ка коначном стварању Израела.

### Јеврејски колонијални фонд
Јеврејски колонијални фонд (немачки: Jüdische Kolonialbank), претходник садашње Банке Леуми, основан је на Другом ционистичком конгресу у Базелу и регистрован у Лондону 1899. године као финансијски инструмент ционистичке организације.}}‍:p.19 Почетни прикупљени капитал – укупно 395.000 фунти – био је далеко мањи од циља од 8 милиона фунти; Нахум Соколов је 1919. године написао: „Британска источноафричка компанија, која је управљала 200.000 квадратних миља, почела је са истим износом од 250.000 фунти.“

### Англо-палестинска банка
Активности банке у Палестини обављала је Англо-палестинска банка, подружница основана 1902. године. Банка је отворила своју прву филијалу у Јафи 1903. године под управом Залмана Давида Левонтина. Ране трансакције укључивале су куповину земљишта, увоз и добијање концесија. Филијале су отворене у Јерусалиму, Бејруту, Хеброну, Сафеду, Хаифи, Тиберијасу и Гази.
]]
Англо-палестинска банка је нудила пољопривредницима дугорочне кредите и пружала кредите удружењу Ахузат Бајит које је изградило прво насеље у Тел Авиву. Током Првог светског рата, османска влада је прогласила банку, која је била регистрована у Енглеској, непријатељском институцијом и предузела је мере за њено затварање и конфисковање готовине.
Након Првог светског рата, њено пословање се проширило. Године 1932, главна филијала се преселила из Јафе у Јерусалим. Током Другог светског рата, Англо-палестинска банка је помогла у финансирању оснивања индустрија које су производиле залихе за британску војску.

### Леуми банка
Након оснивања државе Израел 1948. године, банка је добила концесију за издавање нових новчаница. Године 1950, банка је преименована у Банка Леуми ле-Израел (Национална банка Израела). Када је Банка Израела основана 1954. године, Банка Леуми је постала комерцијална банка.
Године 1971, Банка Леуми је купила Арапску израелску банку (Аи Банка; основана 1960), која углавном служи арапским грађанима Израела на северу земље. Аи Банка има 35 филијала које се налазе у северним и Троугластим регионима Израела.
Влада Израела је национализовала Банку Леуми 1983. године, као резултат кризе банкарских акција.
Године 2007, банка је негирала да поседује средства која су депоновали Јевреји који су убијени у Холокаусту. Иако је негирала било какву кривичну дела, 2011. године банка је пристала да исплати 130 милиона нових израелских шерифа након што је државна истрага тврдила да се 300 милиона нових израелских шерифа налази на 3.577 неактивних рачуна. Банка је оптужена да је одбила да сарађује са истрагом тако што није открила информације о великим износима непотраженог новца.
Банка Леуми је 2011. године купила Банку Сафди СА са седиштем у Женеви за 143 милиона швајцарских франака. Банка Леуми је почетком 2012. године спојила Банку Сафди са Банком Леуми Швајцарска Лтд и формирала Леуми Приватну банку.
Леуми је затворила своје представништво у Мелбурну, у Аустралији, у октобру 2013. године.
У јулу 2014. године, Банка Јулијус Бер је објавила да је купила средства приватне банке Банке Леуми. Бер је купила Банку Леуми (Луксембург) С.А., Леумијеву приватну банку у Луксембургу, а Леуми ће такође пребацити клијенте Леуми Приватне банке на Бер.
У јулу 2019. године, Самер Хаџ-Јехија је именован за председника.
Банку Леуми УСА, америчку подружницу банке, купила је Вали Нешнал Банка 2022. године за 1,2 милијарде америчких долара у готовини и акцијама.
Пабло Розенберг и Гал Торен су 2023. године почели да буду водитељи емисије „Банка“.

## Контроверза
У октобру 2017. године, данска пензиона фирма Сампенсион забранила је улагања у Леуми, заједно са још три компаније које послују у илегалним израелским насељима на Западној обали, укључујући Банку Хапоалим, израелску телекомуникациону компанију Безек и немачку фирму Хајделберг Цемент.
Дана 12. фебруара 2020. године, Уједињене нације су објавиле базу података о 112 компанија које помажу у даљем израелском насељавању на Западној обали, укључујући Источни Јерусалим, као и на окупираној Голанској висоравни. Ова насеља се сматрају илегалним према међународном праву. Банка Леуми је наведена у бази података због „пружања услуга и комуналних услуга које подржавају одржавање и постојање насеља“ и „банкарских и финансијских операција које помажу у развоју, проширењу или одржавању насеља и њихових активности“ на овим окупираним територијама.
Дана 5. јула 2021. године, највећи норвешки пензиони фонд КЛП саопштио је да ће се продати из Банке Леуми заједно са 15 других пословних субјеката који су у извештају УН имплицирани због њихових веза са израелским насељима на окупираној Западној обали.

## Архитектура
Главна филијала Банке Леуми на Јафа Роуд, Јерусалим, коју је током британског мандата изградио немачки јеврејски архитекта Ерих Менделсон, проглашена је за знаменитост.
Филијалу Банке Леуми на углу улице Рамбан у јерусалимском насељу Рехавија, пример Баухаус архитектуре, пројектовао је немачки јеврејски архитекта Леополд Кракауер. Изграђена је 1935. године као приватна кућа, а реновирана је 2007. године како би се обновила оригинална фасада.

## Глобално присуство
- Луксембург – Због активности Банке Леуми, Дејвида Калаија и Надава Калаија, Банка Леуми је у децембру 2014. године склопила споразум о одложеном кривичном гоњењу са Министарством правде САД које је признало да је кувала заверу за скривање имовине и прихода на офшор рачунима. Банка је платила казну од 270 милиона долара и предала више од 1.500 имена својих власника рачуна у САД.[4]
- Канада – Леуми има представништва у Торонту и Монтреалу
- Румунија – Банка Леуми Румунија С.А.
- Швајцарска – Леуми Приватна банка
- Велика Британија – Банка Леуми (УК) плц
- Уругвај – Леуми (Латинска Америка) С.А.
- САД – Банка Леуми САД, купљена од стране Вали Нешнал Банк (Valley Bank) 2022. године

## Галерија
- Прва канцеларија у Јафи
- Историјска филијала банке Леуми на улици Јафа у Јерусалиму
- Филијала банке Леуми у Зихрон Јакову